# Kanton Terre-Natale
Terre-Natale is een voormalig kanton van het Franse departement Haute-Marne. Het kanton maakte deel uit van het arrondissement Langres. Het was vernoemd naar zijn hoofdplaats Terre-Natale, een fusiegemeente die op 1 januari 2012 ontbonden werd. Het kanton behield zijn naam tot het werd opgeheven bij decreet van 17 februari 2014, met uitwerking op 22 maart 2015.

## Gemeenten
Het kanton Terre-Natale omvatte de volgende gemeenten:
- Arbigny-sous-Varennes
- Celles-en-Bassigny
- Champigny-sous-Varennes
- Chézeaux
- Coiffy-le-Bas
- Haute-Amance
- Laneuvelle
- Lavernoy
- Marcilly-en-Bassigny
- Plesnoy
- Rançonnières
- Varennes-sur-Amance (hoofdplaats)
- Vicq